# اسکلتون‌ویچ
اسکلتون‌ویچ (انگلیسی: Skeletonwitch) یک گروه موسیقی ترش متال آمریکایی از آتن، اوهایو است که از سال ۲۰۰۳ آغاز به کار کرد.